# Тецуо Сугамата
Тецуо Сугамата (јап. 菅又 哲男; 29. новембар 1957) јапански је фудбалер.

## Каријера
Током каријере је играо за Хитачи.

## Репрезентација
За репрезентацију Јапана дебитовао је 1978. године. За тај тим је одиграо 23 утакмице.

## Статистика
| Јапан  | Јапан   | Јапан  |
| Година | Наступи | Голови |
| ------ | ------- | ------ |
| 1978.  | 1       | 0      |
| 1979.  | 0       | 0      |
| 1980.  | 7       | 0      |
| 1981.  | 3       | 0      |
| 1982.  | 6       | 0      |
| 1983.  | 5       | 0      |
| 1984.  | 1       | 0      |
| Укупно | 23      | 0      |